# La revolución Wikipedia
La revolución Wikipedia (en inglés: The Wikipedia Revolution) fue escrito por el profesor, investigador, periodista, consultor y escritor estadounidense Andrew Lih. Fue publicado por Hyperion en marzo del 2009.

## Reseña
El prólogo de La revolución Wikipedia está escrito por Jimmy Wales. El libro destaca en su portada que su objetivo es contar la historia de cómo un grupo de desconocidos creó la enciclopedia más grande del mundo.

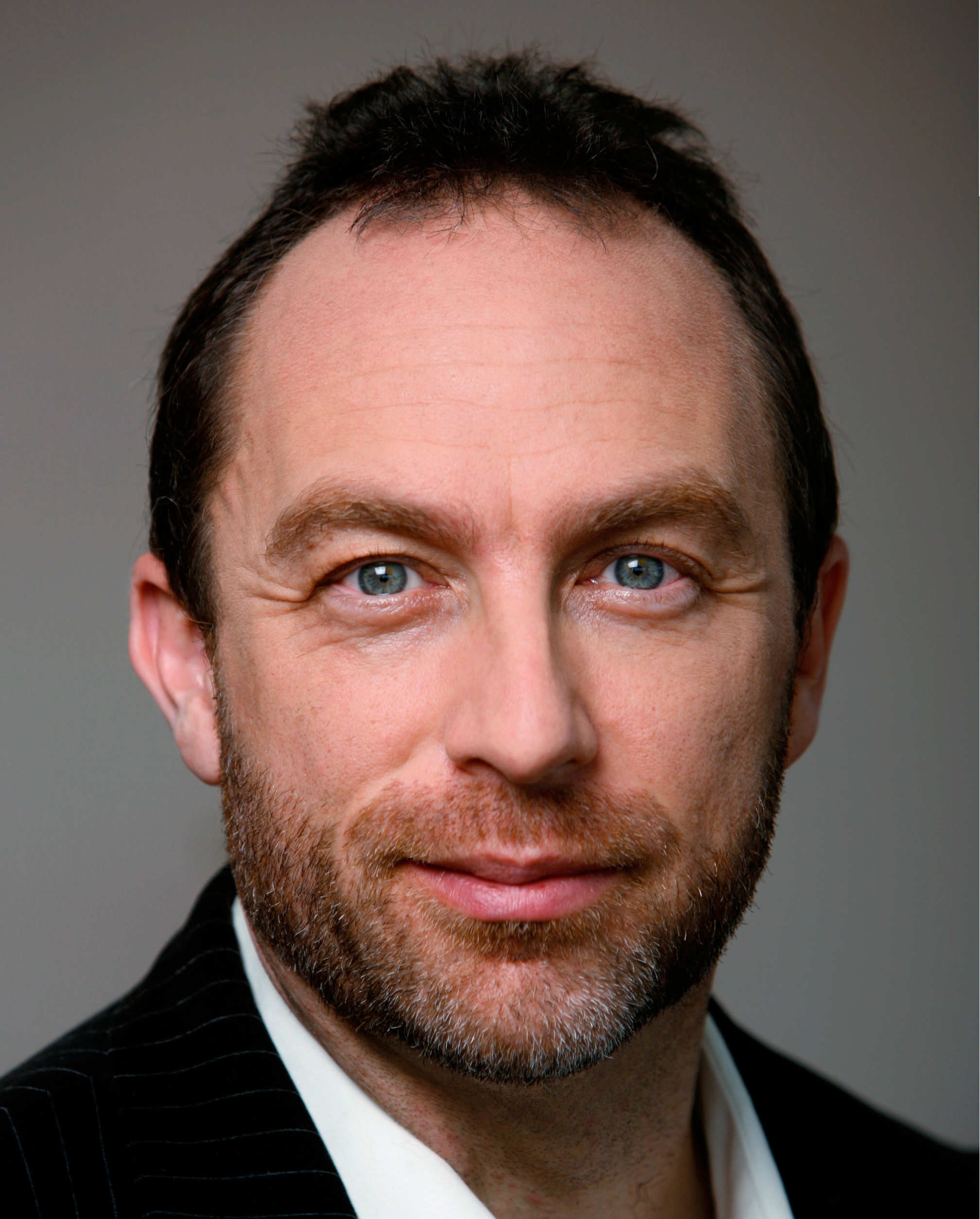
Jimmy Wales.

Los principales elementos sobre los que se hace hincapié son:
1. La Wikipedia da libre acceso a toda persona a la suma del conocimiento humano.
2. Es una enciclopedia de licencia libre. Esta es una de sus características más importantes.
3. Su misión es dar libertad de expresión. Sin embargo, tal cual señala el autor, es una comunidad de voluntarios que utiliza referencias para una correcta escritura, neutralidad y confiabilidad, donde existen reglas sociales que regulan esta enciclopedia, para lograr el objetivo final: «un buen trabajo cooperativo».
4. Algunos conceptos clave son: fenómeno de Internet, innovación social, comunidad...
5. Los participantes de la comunidad tienen cuatro libertades: libertad de copiar el trabajo de los otros participantes. Libertad de modificarlo. Libertad de redistribuirlo. Libertad de redistribuir versiones modificadas. Comercial o no comercialmente.
6. Por otra parte, el lenguaje es vivo y dinámico, pero cumple cánones, sobre todo el lenguaje académico, opuesto a lo que en muchas ocasiones se aprecia en la red, ya que cada vez más, las personas tienden a escribir menos y de peor manera, abreviando o insertando simbología que a veces no representa el real sentido de las palabras.
7. La Wikipedia no es una innovación tecnológica. Es una innovación social. Es un modo de organizar comunidad. Mediante normas y valores sociales de empoderamiento de todos sus integrantes. ¿Utopía anarquista?

## Capítulo 1: El fenómeno wiki
En este capítulo, algunos conceptos básicos son:
1. Diversidad, diferentes localidades, 52 países
2. Éxito, simples principios
3. Libertad, para aportar
4. Rivales, Enciclopedias Encarta y Britannica
5. Co-labor no anti-labor
6. Discusión, en cada página
7. Es un mantra
8. Respeto dentro de Internet, crucial en su filosofía
9. Ser "libre", alternativa sin costo y un recurso superior en su propio derecho.

## Capítulo 2: Nupedia
En este capítulo se describe la gestación y las fuentes del concepto de Enciclopedia que encarna la Wikipedia.
Se examinan sus orígenes en las ideas de H. G. Wells hasta la experiencia de la Nupedia.

## Capítulo 5: Comunidad trabajando
Comienza haciendo un paralelismo entre la cooperación que llevan a cabo las comunidades en línea con ejemplos en el reino animal.
Trata la dinámica de Wikipedia manteniendo un punto de vista neutral, asumiendo la buena fe de las personas, no lastimando y dando una dirección clara, del mismo modo que hacen los animales e insectos, siendo flexibles e involucrados con el trabajo cooperativo.
Wikipedia depende de las señales que un usuario le entrega a otro, animándolo a realizar acciones audaces, en el sentido de poder editar mejorando un artículo iniciado por otra persona.
Entre otros, en este capítulo se menciona la creación de las FAQ (las preguntas más frecuentes) por parte de la comunidad Usenet, las cuales se han diversificado y constituyen una importante fuente de información usando las preguntas básicas: ¿qué?, ¿dónde?, ¿cuándo?, ¿cómo?, etcétera.

## Capítulo 7: Troles, Vándalos, y Títeres, Oh My

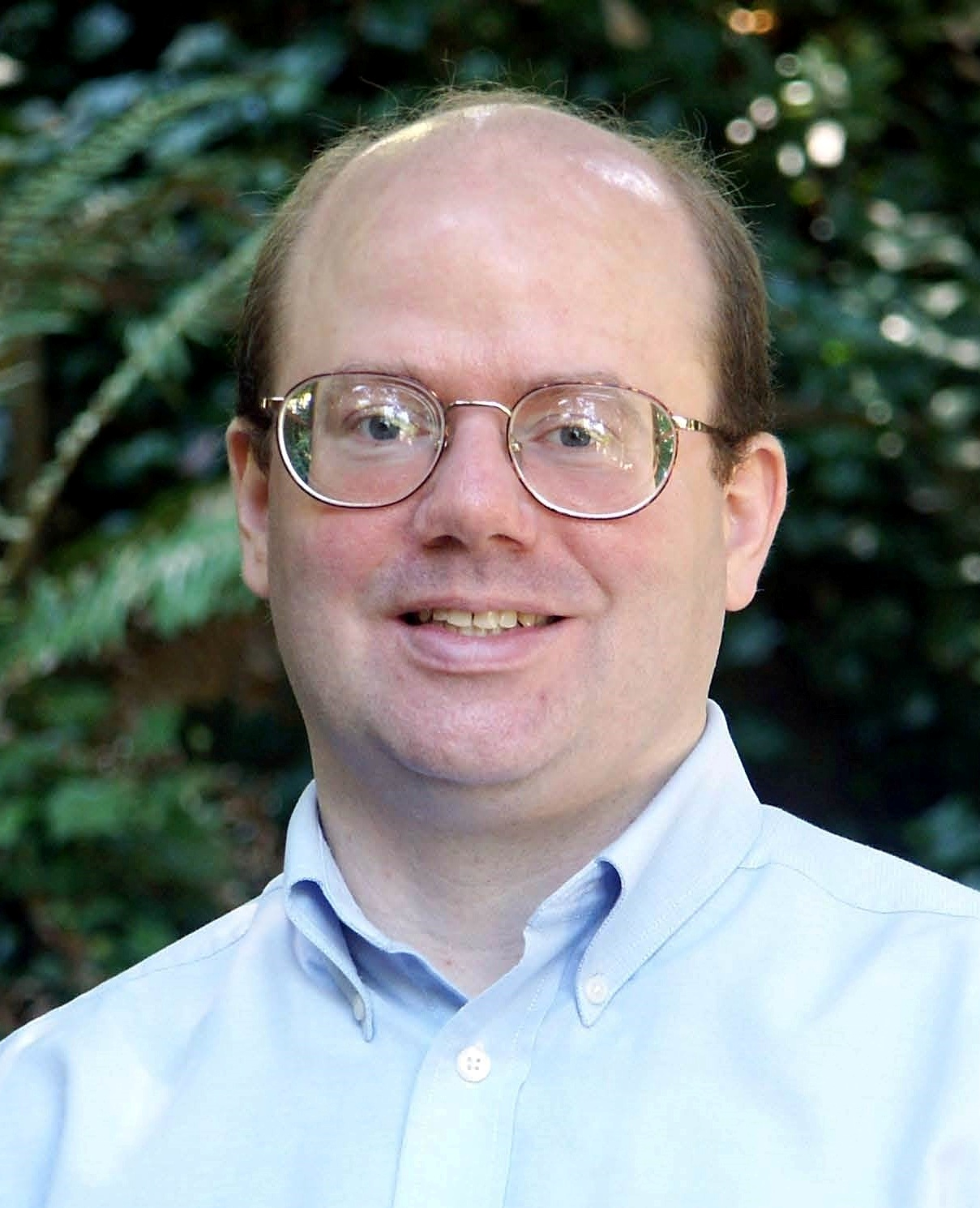
Larry Sanger

En este capítulo se describen tres tipos de ataques, contra el buen funcionamiento de la Wikipedia como una comunidad organizada en torno al principio de buena fe.
Un primer tipo de ataque es el ejecutado por los Troles. Se denomina así a los usuarios que producen entradas provocativas para el resto de la comunidad de wikipedistas. Es decir, son temas que buscan provocar que otros miembros de la comunidad se pongan a discutir interminablemente. La característica de los Troles es que logran ese efecto sin transgredir las normas de la Wikipedia. Crean una situación al borde del rompimiento, sin cruzar ese límite.
Los Vándalos son aquellos usuarios que se dedican a destruir las entradas producidas por otros usuarios. Alterando las fechas, por ejemplo. Son difíciles de detectar y exigen el trabajo de voluntarios que se dedican a rastrear sus ataques. Debido al crecimiento de Wikipedia, el trabajo de los patrulleros de los cambios recientes ha tenido que ser reforzado mediante el uso de programas-robots (bots) para rastrear miles de entradas automáticamente.
Los Títeres son usuarios que usan múltiples identidades para atacar la Wikipedia y evadir las sanciones de la comunidad.
El tema de las sanciones a estas conductas ha sido motivo de polémica en la comunidad. Larry Sanger, uno de sus fundadores, terminó renunciando porque trató de introducir mecanismos centralizados que permitieran controlar esos ataques. El problema es que estos  fueron percibidos por la comunidad como un peligro de control totalitario y fueron rechazados en la práctica. En la versión en inglés, al menos, es Jimmy Wales quien ha terminado por resolver todo ese manejo del poder. Su modelo ha sido el de un benévolo dictador.